# Сфери застосування контент-аналізу
Контент-аналіз – дослідницька  техніка  для  об'єктивного,  системного  і  кількісного  опису наявного  змісту  комунікації,  яка  відповідає  цілям  її  дослідника (Б. Берельсон). Це визначення відображає класичний погляд на сферу застосування контент-аналізу – дослідження масової комунікації, адже класичний  контент-аналіз,  власне,  і  розроблявся  для дослідження текстів мас-медіа.
Зараз уже багатьом дослідникам зрозуміло, що контент-аналіз можна здійснювати не лише на текстових, а й на будь-яких інших документальних джерелах, а отже сфера застосування цього методу є значно ширшою за попередні уявлення. 

## Функції контент-аналізу
Визначальним для окреслення сфери застосування будь-якого метододу є перелік його функцій. Оскільки в академічній спільності не існує загально прийнятого переліку функцій контент-аналізу, не можливо чітко визначити рамки застосування контент-аналітичного методу.  
Лейтес і Пулл (Leites  and  Pool) описують чотири функції контент-аналізу:
- Підтвердження теорії, що вже існує.
- Виправлення «оптичної ілюзії» фахівців.
- Врегулювання розбіжностей серед фахівців.
- Сформулювати і перевіряти гіпотези про символи.

Берельсон (Berelson) перераховував 17 видів використання: 
- Опис тенденцій у змісті повідомлення.
- З метою простежити розвиток науки.
- З метою розкриття міжнародних відмінностей у змісті повідомлення (комунікації)
- Порівняння ЗМІ або рівня комунікації
- Перевірка змісту повідомлень.
- Побудова та застосовування стандартів комунікації, повідомлень.
- Допомога в технічних дослідницьких операціях (закодувати відкриті питання в опитуваннях чи інтерв'ю).
- З метою викриття пропагандистських методів.
- Вимірювання читабельності комунікаційних матеріалів.
- З метою дізнатися стилістичні особливості.
- Визначення намірів та інших характеристик комунікаторів.
- Визначення психологічного стану осіб або груп.
- Виявлення існування пропаганди (в першу чергу для юридичних цілей).
- Забезпечення політичної і військової розвідки.
- Відображення відносин, інтересів і цінностей (культурних шаблонів) груп населення.
- Виявлення фокусу уваги.
- Опис поведінки та поведінкових реакцій на повідомлення.

Холсті (Holsti) був прихильником парадигми кодування/декодування, а отже його підхід ставить зміст повідомлення в контекст комунікації між відправниками та одержувачами. Таким чином Холсті описує контент-аналіз в термінах трьох основних цілях:
- Опис наочних характеристик комунікації – тобто, запитання що, як, і кому щось говориться.
- Зробити висновки щодо «минулого» комунікації – тобто, відповідь на питання чому щось говориться.
- Зробити висновки щодо наслідків комунікації – запитання з яким ефектом щось говориться.

Наочніше представлення у таблиці:
| Застосування Контент-аналізу по Цілях, Комунікаційним елементам та Питанням |                    |                 | |
| Цілі                                                                        | Елементи           | Питання         | Застосування |
| Зробити висновки щодо «минулого» комунікації                                | Джерело            | Хто?            | - Відповідь на питання суперечливості авторства |
| Зробити висновки щодо «минулого» комунікації                                | Процес кодування   | Чому?           | - Безпечна політична і військова розвідка - Аналіз риси осібистості - Виокремлення культурних аспектів та змін - Надавання юридичних та оціночних даних               |
| Опис наочних характеристик комунікації                                      | Канал              | Як?             | - Аналіз технік переконання - Аналіз стилю |
| Опис наочних характеристик комунікації                                      | Повідомлення       | Що?             | - Опис трендів у контенті комунікації. - Порівняння відомих характеристик джерела з повідомленнями, що вони виробляють - Порівняння змісту комунікації зі стандартами |
| Опис наочних характеристик комунікації                                      | Реципієнт          | Кому?           | - Порівняння відомих характеристик аудиторії з повідомленнями, що продукуються для них - Опис зразків (паттернів) комунікації                                         |
| Зробити висновки щодо наслідків комунікації                                 | Процес декодування | З яким ефектом? | - Вимірювання читабельності текстів - Аналіз потоку інформації - Оцінка відповідей на комунікації                                                                     |

## Класифікація контент-аналізу
Сфери застосування контент-аналізу можуть бути детерміновані не лише своїми функціями, а й різновидами.
Зокрема, Жаніс (Janis) пропонує таку класифікацію:
1. Прагматичний контент-аналіз (pragmatical content analysis) — процедури, які класифікують знаки у відповідності до їх ймовірних причин чи наслідків (наприклад, рахувати кількість згадувань, які скоріш за все справлять сприятливе ставлення до країни у певної аудиторії).
2. Семантичний контент-аналіз (semantical content analysis) — процедури, які класифікують знаки у відповідності до їх значень
- аналіз позначення (designations analysis) забезпечує частоту, з якою певні об'єкти (люди, речі, групи, концепції) називаються (відсилаються до), іншими словами subject-matter (наприклад посилання на зовнішню політику держави);
- аналіз атрибуції (attribution analysis) забезпечує частоту, з якою згадуються деякі характеристики (наприклад, посилання на нечесність);
- аналіз стверджень (assertions analysis) забезпечує частоту, з якою певні об'єкти характеризуються особливим чином, тобто тематичний аналіз (наприклад, посилання на нечесну зовнішню політику країни).

3. Sign-vehicle analysis — процедури, що класифікують контент у відповідності до психофізіологічних властивостей знаків (наприклад, підрахунок кількості разів, що появляється слово «країна»).
Те, яким чином Кріппендорф класифікує контент-аналіз відхиляється від способів, що традиційно використовуються дослідниками. Адже ця класифікація фокусується на тому, як дослідники використовують контент-аналітичні методи, і як дослідники потім виправдують умовиводи, які вони роблять у своїх аналізах. Дослідник пропонує виділяти такі категорії:
- Екстраполяції — поширювати висновки, одержані щодо однієї частини якоїсь системи, на іншу частину тієї самої системи. Деякі відомі види екстраполяції є інтерполяції, прогнози, розширення, диференціювання теорем з інших теореми і систем.
- Стандарти. Люди оцінюють явища відносно встановлених стандартів: 1) для встановлення видів явищ — ідентифікації; 2) для визначення на скільки добрим чи поганим є явище — оцінки; 3) порівняти як явище співвідноситься з очікуваннями — судження.
- Індекси — змінна, значення якої залежить від її співвідношення з іншими явищами. У дослідженні масових комунікацій, п'ять індексів мали довгу історію використання:

1. Наявність або відсутність посилань або концепцій вказує на усвідомлення вихідного об'єкта або знання про об'єкт, що називається чи концептуалізується.
2. Частота, з якою символ, ідея, посилання або теми наявний в повідомленні вказує на важливість, увагу до або акцент на цьому символі, ідеї, посиланні або темі в повідомленнях.
3. Числа сприятливих і несприятливих характеристик пов'язаних з символом, ідеєю або посиланням приймаються для позначення відношення письменників, читачів або ж загальною культурою відносно об'єкта, який згадується.
4. Види кваліфікацій (qualifications), що використовуються в заявах про символ, ідею або посилання вказуються на інтенсивність, силу або невизначеність, що пов'язана з переконанями, віруваннями і мотивацій стосовно того, що символ, ідея або посилання значить.
5. Частота спільної зустрічності двох понять вказує на силу асоціацій між цими поняттями в свідомості членів населенням авторів, читачів або аудиторії.

- Лінгвістичні репрезентації. Аналіз текстів як репрезентацій — це аналіз концептуальної структури, яку він викликає у читачів; світи, які вони можуть уявити, щоб зробити їх для себе реальними.
- Бесіди. Суттєвою особливістю розмовних взаємодій є те, що вони відбуваються в та створюють міжособистісні відносини та визначають свої власні умови для продовження процесу спілкування. Відповідно контент-аналіз розмов стосується висновків щодо продовження процесу.
- Інституційні процеси.

## Використання методики у різних галузях
Зазвичай предметом  дослідження може  бути  будь-яка проблема,  яку  висвітлює  чи навпаки обминає  увагою  документ,  і  через  те  з  допомогою  контент-аналізу  можна  досліджувати соціальну  дійсність.  Але  це  не  вичерпує  можливостей  контент-аналізу.  З  його  допомогою також можна з успіхом вивчати внутрішню структуру самого документа, вирішувати проблему його авторства, досліджувати закономірності його побудови.
Стоун, Данфі, Сміт, і Огілві (Stone, Dunphy,  Smith,  and Ogilvie) відзначають, що хоча історичні витоки контент-аналізу лежать в журналістиці і масовій комунікації, вони виявили, застосування техніки в наступних емпіричних областях: 
- Психіатрія
- Психологія
- Історія
- Антропологія
- Освіта
- Філологія і літературний аналіз
- Лінгвістика

Загалом застосування методики контент-аналізу у цих сферах так чи інакше пов’язане із застосуванням в рамках соціологічних досліджень.

### Приклади з соціології
Деякі дослідники вважають, що методика контент-аналізу спрямована на об’єктивне вивчення текстів з метою дослідження соціальних процесів (об’єктів, явищ), які є представленими в цих текстах. Тексти віддавна розглядались багатьма вченими. Документи суспільства свідчили не лише про саме суспільство, але і про джерело, автора, що написав його. Здавна цілю звернення до древніх рукописів цивілізації, що зникнула, було прагнення реконструювати за ними соціальну наповненість цієї цивілізації – її релігію, історію, економіку, мораль. Проте вже тоді усвідомлювалась проблема – чи репрезентують ці тексти всю соціальну дійсність, чи при відображені її в словах автори вже певним чином її інтерпретували, замовчуючи одне та підносячи інше. І тоді можливим є зовсім інший підхід до цих текстів – розглядати їх з точки зору задач людини (класу, інституту, прошарку), що відтворює дійсність, а також з точки зору відносин між ним та потенційною аудиторією. Загалом, контент-аналітичний підхід до досліджень текстів реалізовувались в рамках соціології, наприклад для отримання відомостей про ту соціальну реальність, яку вони репрезентують (наприклад, допитливий соціолог може і сьогоднішні серіали використовувати для певних висновків щодо способу життя різних країн та різних народів, системи жестикуляції в різних субкультурах, фізіономічних варіантів різних емоцій тощо, для оцінки тих стандартів, пропорцій, кутів зору, повноти, з якими вони відтворюють цю реальність.
Текст розглядається як об’єктивоване (але опосередковане) відображення інтересів запитів сторін, що беруть участь у спілкуванні один з одним.  Відповідно, аналіз текстів дозволяє досліднику с тої чи іншою долею впевненості судити про поведінку, політику тощо учасників спілкування.

### Приклади з інших галузей
В принципі процедури аналогічні контент-аналізу можуть бути затребувані і літературознавцем в його багатолітньому дослідженні шляху якого-небудь письменника – еволюція будь-якого художника слова може бути відображена в його текстах, а фіксація такої еволюції може слугувати аргументацією різного роду для дослідника його творчості.Прикладом може слугувати аналіз творчості М. Шолохова Нобелівським комітетом, задля встановлення достовірності авторства роману "Тихий Дон".  